# Pluribus (pokerski bot)
Pluribus je kompjuterski igrač pokera koji koristi veštačku inteligenciju koju su izgradili Fejsebukova laboratorija veštačke inteligencije i Univerzitet Karnegi Melon. Pluribus igra varijaciju pokera no-limit Teksaški holdem i „prvi je bot koji je pobedio ljude u složenom takmičenju za više igrača”. Programeri bota objavili su svoje rezultate 2019. godine.
Prema Pluribusovim kreatorima, „Razvijanje nadljudske veštačke inteligencije za poker sa više igrača bila je opštepriznata glavna preostala prekretnica“ u kompjuterskom pokeru pre Pluribusa. Pluribus se oslanja na oflajn samoigranje da bi izgradio osnovnu strategiju, ali zatim nastavlja da uči u realnom vremenu tokom onlajn igranja. Osnovna strategija je izračunata za osam dana, a po tržišnim cenama bi proizvodnja koštala oko 144 dolara, što je mnogo manje od savremenih prekretnica u igranju nadljudskih igara kao što je AlphaZero. U veštačkoj inteligenciji, igre za dva igrača sa nultom sumom (kao što je heds-up holdem) se obično dobijaju aproksimiranjem Nešove strategije ravnoteže; međutim, ovaj pristup ne funkcioniše za igre sa tri ili više igrača. Pluribus umesto toga koristi pristup kojem nedostaju jake teorijske garancije, ali se ipak čini da empirijski dobro funkcioniše u pobeđivanj ljudskih igrača. U svim takmičenjima, Pluribus je osvajao u proseku preko 30 miliona velikih zaplena po igri. Pluribusov samonaučeni stil igre izbegava „šepanje“ (pozivanje velike zaplene) i uključuje se u „donk klađenje“ (završavanje runde pozivom i početak sledeće runde klađenjem) češće nego što to rade ljudski stručnjaci.
Među stručnim igračima pokera, Džejson Les je izjavio da se oseća „veoma beznadežno. Ne osećate se kao da nešto možete da uradite da biste pobedili“. Kris Ferguson je izjavio: „Pluribus je veoma težak protivnik za igranje. Zaista ga je teško prikovati za bilo koju vrstu ruke.” Džimi Čou je izjavio: „Kad god igram sa botom, osećam se kao da naučim nešto novo da ugradim u svoju igru.“ U Vol Strit Žuurnalu, urednica naučnog sadržaja Daniela Hernandez okarakterisala je Pluribusa kao „naprednog u ključnoj ljudskoj veštini — obmani“.
Igrajući no-limit holdem protiv pet profesionalnih igrača pokera, Pluribus je osvojio u proseku 5 dolara po ruci sa dobicima od 1.000 dolara po satu, što je Fejsbuk opisao kao „odlučujuću marginu pobede“.
Nakon pobede, programeri su odbili da objave izvorni kod, iz straha da bi on bio zloupotrebljen za prikriveno varanje ljudskih poker igrača u onlajn mečevima.